# Oprah’s Next Chapter
Oprah’s Next Chapter ist eine amerikanische Talkshow, moderiert von der US-amerikanischen Talkshow-„Queen“ Oprah Winfrey.
In der ersten Folge war Oprah zu Gast beim Musiker Steven Tyler; ausgestrahlt wurde diese am 1. Januar 2012 auf dem amerikanischen Kabelsender Oprah Winfrey Network. Seit Staffel 3 lautet die Sendung „Oprah Prime“.
Neue Folgen werden jeweils sonntags im Hauptabendprogramm ausgestrahlt.

## Information
Oprah’s Next Chapter ist eine Talkshow, bei der Oprah Winfrey das Studio verlässt und Prominente oder interessante Personen zuhause besucht und einen Tag mit ihnen verbringt.

Oprah versprach ihren Zuschauern kurz vor Ende der Oprah Winfrey Show mit folgenden Worten, dass sie zurückkommen werde: 

„After 25 years I got myself out of the studio chairs. I moved into the next chapter, and I am having more fun than ever – moving around the country and the world talking to people I’m really interested in getting to know and I think viewers will be, too.“

„Nach 25 Jahren bin ich aus den Studio-Sesseln herausgekommen. Ich habe das nächste Kapitel («next chapter») aufgeschlagen, und ich werde mehr Spaß haben als je zuvor – durch das Land und rund um die Welt reisen, mit Leuten sprechen, die ich wirklich kennenlernen möchte und ich denke, die Zuschauer auch.“

## Staffel Überblick

### Staffel 1 (2012)
Staffel 1 von „Oprah´s Next Chapter“ debütierte auf OWN (Oprah Winfrey Network) am Sonntag, 1. Januar 2012 um 21:00 Uhr ET mit Aerosmith-Frontmann Steven Tyler.
Während der ersten Staffel besuchte Oprah Aerosmith-Frontmann Steven Tyler in seinem Haus in New Hampshire, sie reiste mit Sean Penn nach Haiti, wo vor zwei Jahren bei einem verheerenden Erdbeben mehr als 300.000 Menschen starben. Sie tourte durch die Skywalker Ranch von George Lucas und hatte außerdem in der ersten Staffel eine Pyjama-Party mit der amerikanischen Köchin Paula Deen. Oprah reiste auch in eine Kleinstadt in Iowa, wo sie sich dem Thema Mediation widmete.
Der zweite Teil der ersten Staffel wurde im Sommer 2012 ausgestrahlt. Hier besuchte Oprah den „How I Met Your Mother“ Star Neil Patrick Harris in seinem Haus in Los Angeles.